# Ярославская мужская гимназия
Ярославская губернская мужская гимназия — первая гимназия в Ярославле. Была создана в 1805 году преобразованием из основанного в 1786 году Главного народного училища.

## История
Главное народное училище, основанное Приказом общественного призрения в 1786 году, размещалось в здании бывшей воеводской канцелярии на углу Ростовской и Воскресенской улиц где до училища размещались Дворянская гимназия и Городовая школа. Приказ посчитал существовавшие постройки неудобными, и вместо них для училища было построено новое здание, оконченное в 1793 году (ныне — улица Андропова, 3).
Ярославская гимназия с четырёхлетним обучением была открыта 15 мая 1805 года на основании «Устава учебных заведений, подведомых университетам» от 5 ноября 1804 года. До 25 сентября 1805 года гимназия была размещена в здании, арендованном для Демидовского училища, торжественное открытие которого состоялось в том же году — чуть ранее, в апреле. Дом, ставший временным пристанищем и для училища, и для гимназии, по мнению И. Барщевского, находился «близ существовавшей тогда цер. Бориса и Глеба», то есть в начале Воскресенской улицы. Когда был отремонтирован Екатерининский дом призрения ближнего, гимназия переехала в него и находилась там до 1 августа 1812 года, однако в связи с войной занятия начались только 2 декабря. В 1808 году по распоряжению министра внутренних дел гимназии был передан дом Главного народного училища, куда, после завершения ремонта здания, гимназия переехала в 1812 году.
В конце 1812 года для желающих в гимназии был открыт высший рисовальный класс, заведование которым было поручено учителю рисования Демидовского училища Черняеву.
В 1813 году в гимназии было 64 учащихся, в 1814 — 49, в 1815 — 52, в 1816 — 38.
С 1816 года выпускники Ярославской гимназии стали поступать для дальнейшего образования в Главный педагогический институт: первым поступил туда З. Ф. Леонтьевский.
В 1820 году учащихся в гимназии было 97, а в 1821 — уже 130.
Гимназию неоднократно посещали царственные особы: 22 августа 1823 года — император Александр I, 18 ноября 1831, в 1834 году и 11 мая 1841 года — Николай I, а 9 мая 1837 — будущий император Александр II.
В 1832—1837 годах в гимназии учился Николай Некрасов.
В 1853 году из-за ветхости здания гимназия была переведена в соседний дом, принадлежащий Ярославскому благородному пансиону (ныне — улица Андропова, 1).
Устав и штаты, утверждённые в Российской империи 19 ноября 1864 году были введены в Ярославской гимназии в 1867 году: был установлен классический тип образования; курс разделялся на 7 годичных классов.
В 1871 году в гимназии училось 324 человека, в 1872 — 384. По воспоминаниям учившегося в гимназии в 1872—1881 годах С. Д. Урусова «среди учителей не было выдающихся наставников, желавших и умевших возбуждать интерес к своему предмету», хотя в это время здесь работало немало интересных педагогов, в их числе законоучитель Алексей Петрович Лавров.
В 1880 году гимназия переехала в отремонтированное за счёт города бывшее казённое здание Городской Управы на Парадной площади. В 1897 году из казны были выделены средства на строительство нового здания гимназии; также финансовые средства выделило губернское земство и городское общественное управление. Построенное в 1901 году по проекту городского архитектора Александра Никифорова нарядное здание на Семёновской площади, выдержанное в духе модного в то время европейского ренессанса, обошлось почти в 300 тысяч рублей. В новом здании были хорошо оборудованные кабинеты, гимнастические залы и масса самых современных учебных пособий.
В декабре 1903 года был утверждён устав «кружка любителей астрономии и физики», учреждённого при Ярославской гимназии.
В июле 1918 года гимназисты приняли активное участие в антибольшевистском восстании. После захвата города большевиками гимназия была закрыта. В её здании с 1970 года размещается Ярославский государственный университет имени П. Г. Демидова.

## Выпускники
См. также Выпускники Ярославской гимназии
1816
- Захар Леонтьевский

1819
- Николай Зернов

1836
- Афанасий Бычков (золотая медаль)

1837
- Николай Некрасов

1852
- Михаил Тихменев

1856
- Леонид Трефолев

1859
- Фёдор Орлов (золотая медаль)

1871
- Аполлон Разумовский
- Иван Холщевников

1873
- Леонид Казанцев

1875
- Фёдор Слудский (золотая медаль)
- Порфирий Мизинов (золотая медаль)
- Пётр Лавров (серебряная медаль)

1876
- Александр Достоевский

1877
- Николай Вальцев
- Антон Тальянцев

1880
- Михаил Коновалов (золотая медаль)
- Евгений Якушкин (серебряная медаль)

1881
- Николай Шляков (золотая медаль)
- Сергей Урусов
- Николай Чечулин

1884
- Андрей Достоевский

1887
- Николай Спасокукотский

1888
- Сергей Спасокукоцкий

1890
- Леонид Собинов (серебряная медаль)

1891
- Николай Розин (золотая медаль)

1898
- Григорий Алексинский (золотая медаль)
- Валентин Бочкарев

1901
- Дмитрий Одинец (серебряная медаль)
- Алексей Готовцев

1904
- Евгений Бравин
- Владимир Градусов

1909
- Николай Шаханин

1911
- Тихон Годнев (серебряная медаль)
- Владимир Энгельгардт (серебряная медаль)
- Максим Богданович
- Николай Тарабукин

1916
- Дмитрий Кучинский

## Директора
- 1805—1806: Хомутов, Ал. Ник.
- 1806—1809: Кичеев, Григорий Михайлович
- 1810—1817: Покровский, Никифор Фёдорович
- 12.1817—1821: Клемент, Николай Михайлович
- 1822—1833: Абатуров, Павел Петрович
- до 1839: Величковский, Порфирий Иванович
- 1866—1868: Грифцов, Василий Павлович
- 27.09.1868—1870: Масленников, Порфирий Николаевич
- 01.07.1870—1887: Звонников, Иван Моисеевич
- 01.07.1887—1892: Соколов, Дмитрий Алексеевич
- 14.11.1892—1906: Высотский, Николай Григорьевич
- 05.08.1906—1915: Веригин, Николай Алексеевич
- с 05.11.1915: Модестов, Арсений Павлович